# Gelis rufipes
Gelis rufipes là một loài tò vò trong họ Ichneumonidae.